# Adam Zajíček
Adam Zajíček est un joueur tchèque de volley-ball né le 25 février 1993 à Prague. Il joue au poste de central. De la saison 2017-2018 au VK Kladno.

## Palmarès

### Clubs
Coupe de République tchèque:
- 2014, 2016[1]

Championnat de République tchèque:
- 2015, 2016[2]
- 2014, 2018
- 2017

### Équipe nationale
Ligue Européenne:
- 2018
- 2013